# Christel Alsos
Christel Alsos Monsen, född 20 december 1984, är en norsk sångare från Fauske i Nordland fylke i Norge. Hon använder Christel Alsos som artistnamn.

## Biografi

### Uppväxt och genombrott
Alsos växte upp i en musikalisk familj, där bland annat modern och systern sjön i kör och fadern ägnade sig åt gitarr. Efter gymnasiets estetiska studier flyttade hon 2003 till Gjøvik för att gå på Viken Folkehøgskole och satsa på musiken.
Året efter flyttade hon till Oslo.

### Musikkarriär
Efter att ha uppträtt i TV-programmet Noen bedre med Tore Strømøy på NRK hösten 2004, upptäcktes Alsos av skivbolaget Sony BMG och de skrev kontrakt.
Christel Alsos första singel-skiva var "Come On" 2006. Denna fick ett gott mottagande av norska radiostationer och kom in på norska Hit40 i november 2006. Musikvideon till åten nominerades även till Spellemannprisen.
Debutalbumet, Closing the Distance, kom ut 15 januari 2007. Den sålde 30 000 exemplar på tre månader, vilket gjorde henne till en av Norges bäst säljande kvinnliga artister våren 2007. Albumet ledde även till nomineringar till Spellemanprisen som "Årets nykomling" och "Årets kvinnliga artist".
2010 kom Alsos andra album Tomorrow Is, vilken nådde sjätte plats och sammanlagt syntes i nio veckor på VG-lista. Dessutom kom ytterligare en nominering till Spellemennprisen som Årets kvinnliga artist.
Alsos tredje album, Presence, spelades in på Gotland med den svenska producenten Tobias Fröberg. På VG-lista syntes albumet under fem veckors tid, som bäst på en tredjeplats. Senare under året kom julskivan I den kalde vinter.
2016 återkom Alsos med albumet At the Time of the Night. Därefter dröjde det fyra år till nästa skivutgåva, konsertinspelningen I den kalde vinter – Live fra Oslo Konserthus, del 1, utgiven hösten 2020. I februari året därpå släpptes albumet A Place to Be.

## Diskografi
Album
- 2007 – Closing the Distance
- 2010 – Tomorrow Is
- 2013 – Presence
- 2013 – I den kalde vinter
- 2016 – At the Time of the Night
- 2020 – I den kalde vinter – Live fra Oslo Konserthus, del 1
- 2021 – A Place to Be

Singlar
- 2006 – "Come On"
- 2009 – "Suzanne"
- 2012 – "Conquer"
- 2013 – "I den kalde vinter"